# Claudio Garella
Claudio Garella (* 16. Mai 1955 in Turin, Italien; † 12. August 2022 ebenda) war ein italienischer Fußballtorwart. In den 1980er Jahren gewann er mit Hellas Verona und dem SSC Neapel die italienische Meisterschaft. Für beide Vereine war es der erste Meisterschaftsgewinn in der jeweiligen Vereinsgeschichte. 

## Spielerkarriere
Garella gab in der Saison 1972/73 sein Debüt für den FC Turin, als er in der Serie A im Spiel gegen Vicenza Calcio für die letzten zehn Minuten eingewechselt wurde. Dies blieb das einzige Spiel für den Verein, da der junge Torwart nach der Saison zum AS Casale wechselte. Dort blieb er zwei Jahre, spielte mit dem Klub in der Serie D und C. Danach ging er zu Novara Calcio und blieb dort ein Jahr, ehe er zu Lazio Rom wechselte. Bei Lazio war er in zwei Jahren meist nur Auswechseltorwart. Aufgrund dessen wechselte er für drei Jahre in die Serie B zu Sampdoria Genua. In Genua lieferte er gute Leistungen und wurde daher nach drei Jahren von  Hellas Verona verpflichtet. In der ersten Saison mit Verona gelang der Aufstieg in die Serie A. Garella wurde bei dem Klub Stammtorwart und gewann mit ihm in seiner letzten Saison überraschend die Meisterschaft. Dann wechselte er zur SSC Neapel, wo er mit Diego Maradona zusammenspielte und in der Saison 1986/87 das Double gewann. Danach blieb er noch ein Jahr in Neapel und wechselte dann in die Serie B zu Udinese Calcio. Aus der Serie B gelang direkt der Aufstieg in die Serie A, aus der der Verein allerdings direkt wieder abstieg. Garella verließ den Verein und wechselte zu US Avellino, der auch in der Serie B spielte und beendete dort nach einer Saison seine Karriere.

## Erfolge
- Italienische Meisterschaft: 1984/85, 1986/87
- Coppa Italia: 1986/87